# مارغريت بيمستر
مارغريت بيمستر (31 أغسطس 1877 – 3 مارس 1984) كانت كاتبة ومدرسة كندية.
ابنة كل من جورج بارتليت بميستر، من مواليد نيوفاوندلاند، وماري إليزابيث «ليزي» ماكفيليبس، من مواليد أونتاريو. ولدت مارغريت في بورتاج لا برايري ، مانيتوبا . التحقت بمدرسة وينيبيغ العادية، حيث حصلت على شهادة التدريس. قامت بجمع القصص وإعادة سردها، بما في ذلك العديد من القصص التي أخبرها بها رئيس الأمة الأولى في سايلكس. ساهمت مارغريت في صحيفة مانيتوبي فري بريس وكانت عضوة في نادي الصحافة النسائية الكندي فرع وينيبيغ. ساعدت في إنشاء حقيبة عيد الميلاد، وهي مختارات نشرت لجمع الأموال للجنود الكنديين خلال الحرب العالمية الأولى . إلى جانب القصص الخيالية، كتبت أيضًا القصص القصيرة والروايات.
انتقلت بيمستر إلى فانكوفر ، كولومبيا البريطانية عندما كانت في 82 من عمرها. توفيت في وقت لاحق في مستشفى سانت فنسنت هناك في سن 106.

## أعمال مختارة[1]
- قصص من البر والجبل (1909)
- مانيتوبا بريمر (1910)
- ثلاثون أسطورة هندية من كندا (1912)
- الأساطير الهندية (1914)
- مكافأة الجنيات (1917)
- ذا جولدن كارافيل (1962)
- وشاح السهم (1965)